# Bösen
Bösen este o arie protejată (arie specială de conservare — SAC, sit de importanță comunitară — SCI) din Suedia întinsă pe o suprafață de 0,91 ha, integral pe uscat.

## Localizare
Centrul sitului Bösen este situat la coordonatele 62°34′16″N 14°18′17″E / 62.5712°N 14.3046°E.

## Înființare
Situl Bösen a fost declarat sit de importanță comunitară în iulie 2009 pentru a proteja 1 specie de animale. Situl a fost protejat și ca arie specială de conservare în decembrie 2017.

## Biodiversitate
Situată în ecoregiunea boreală, aria protejată conține 1 habitat natural: Mlaștini alcaline.
La baza desemnării sitului se află o specie protejată de  nevertebrate: Lycaena helle.